# Arťomovskij
Arťomovskij (rusky Артёмовский) je město ve Sverdlovské oblasti v Ruské federaci. Při sčítání lidu v roce 2010 měl přes třiatřicet tisíc obyvatel.

## Poloha a doprava
Arťomovskij leží na východ od Středního Uralu v západní části Západosibiřské roviny na říčce Bobrovce nedaleko jejího ústí do Irbitu (přítok Nicy v povodí Tobolu). Jméno řeky je odvozeno od bobra, který je také ve znaku města.
Od Jekatěrinburgu, správního střediska oblasti, je Arťomovskij vzdálen přibližně 120 kilometrů severovýchodně.
V Arťomovském leží železniční stanice Jegoršino, která je železničním uzlem – vede přes ni trať z Jekatěrinburgu do Tavdy a trať z Bogdanoviče do Alapajevska.

## Dějiny
Od roku 1655 zde stála vesnice, podoba jejíhož názvu se ustálila v roce 1864 na Jegoršino (Егоршино). Od roku 1871 v jejím okolí začíná těžba černého uhlí. Hornické osídlení nedaleko města je posléze v době Sovětského svazu k poctě revolucionáře Fjodora Andrejeviče Sergejeva, který používal přezdívku Arťom, nazýváno imeni Arťoma. V roce 1938 jsou obě sídla sloučena do města jménem Arťomovskij.

### Rodáci
- Jelena Vladimirovna Melnikovová-Čepikovová (* 1971), biatlonistka